# Сухопарник

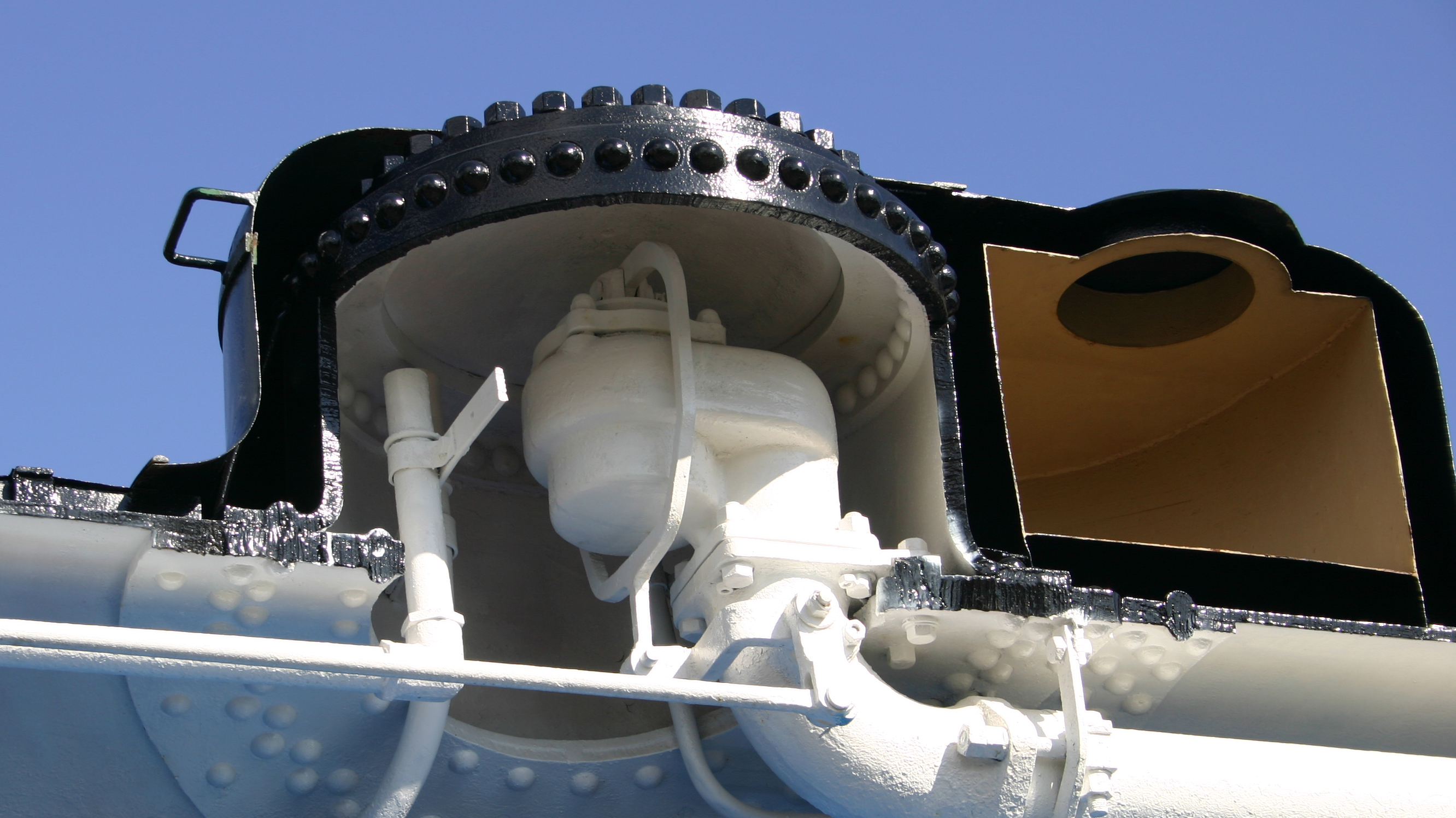
Сухопарник фінського паровоза Hr1 у розрізі (ліворуч — труба паророзбірної колонки)

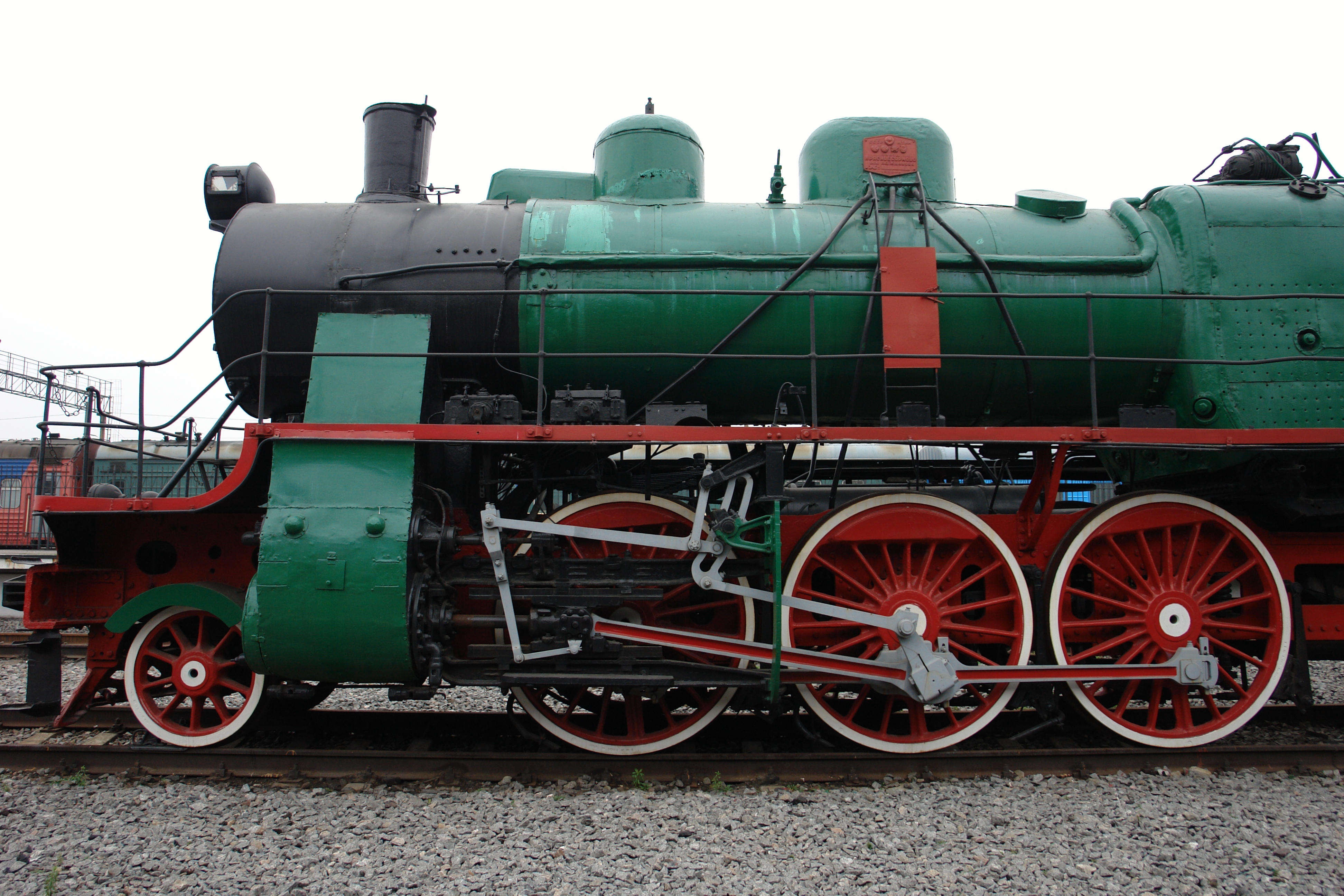
Паровий ковпак паровоза С^{у} 253-15 між димовою трубою і пісочницею

Сухопарник, паросушник — елемент конструкції паровоза, що служить для уловлювання води, захоплюваної з котла паровоза разом з парою, і шкідливої для циліндрів. Розміщається у паровому ковпаку — циліндричному куполі з котельного заліза, закритому зверху від'ємною кришкою, приклепаному до верхнього барабана парового котла. Крім сухопарника, у ковпаку розміщають регулятор або головний запірний вентиль труби паророзбірної колонки (паровози ФД і ІС). При наявності на паровозному котлі живильного ковпака для швидкого прогріву живильної води (паровози ЕМ) ковпак, як правило, поміщається ззаду живильного, тобто на другому барабані циліндричної частини котла. Від'ємна кришка забезпечує легкий доступ для огляду і ремонту регулятора і одночасно може служити лазом для внутрішнього огляду котла.
Сухопарник являє собою паросепаратор, здійснюючи відділення дрібних крапельок води від пари. Існують різноманітні конструкції сухопарників: сіткові, інерційні, вібраційні та ін. Відокремлена від пари волога відводиться назад до котла, а пара надходить до запірного вентиля, потім у паропровідну трубу і далі в пароперегрівник.